# RFCOMM
RFCOMM är den kompontent i Bluetooths protokollstack som implementerar den funktionalitet som krävs för en virtuell RS-232-länk, inklusive kontrollsignaler för modem. De flesta bluetooth-applikationer använder sig av RFCOMM för att sända och mottaga data.